# Павлодарский театр драмы имени А. П. Чехова
Павлодарский театр драмы имени А. П. Чехова — крупнейший театр Павлодара, лауреат VIII международного театрального фестиваля. В числе постановок театра такие произведения, как «Двенадцатая ночь» У. Шекспира, «Чайка» А. П. Чехова, «Странная миссис Сэвидж» Дж. Патрика, «Корабль дураков» Н. Коляды и другие.

## История
Павлодарский драматический театр был создан решением облисполкома Павлодара от 19 сентября 1945 года на основе любительской русской труппы Рабочего клуба и казахского городского театра, и в итоге вначале назывался Областной Объединённый русско-казахский театр. Русской труппой театра при открытии 6 ноября была поставлена пьеса «Платон Кречет» авторства Александра Корнейчука, а казахская труппа представила вниманию публики спектакль «Амангельды». Импульс к развитию собственной художественной драматической сцены город получил в 1943 году, когда в Павлодар были эвакуированы труппы Киевского и Харьковского театров юного зрителя, и начал своё существование объединённый ТЮЗ. Театр очень быстро обращается к русской классике, одним из первых в республике начиная постановки Антона Павловича Чехова, в сеть которого получает своё имя, уступив пальму первенства в этом только столице республики. Так, уже 1952 году на его сцене появляется пьеса «Вишнёвый сад». Впоследствии, в 2011 году, труппа Павлодарского театра впервые в истории Казахстана получит вместе с режиссёром Ерсаином Тапеновым медаль им. А. П. Чехова, адаптировав творчество классика, переведя его и поставив ту же «Чайку» на казахском языке раньше столичных театров страны. Также критиками и специалистами отмечается, что павлодарская постановка и последовавшие по всей стране постановки Чехова на казахском языке не являются просто интерпретацией в условиях национального быта и колорита страны, но одна из первых действительных попыток казахстанского театрального искусства вступить в диалог с мировым театральным сообществом и мировой драматургией, заявки на включение театрального искусства всей страны во всемирное театральное пространство.
Успех постановок и профессиональный рост актёрского состава послужил импульсом к приглашению на гастроли в Москву с показом лучших спектаклей на сцене Кремлевского дворца съездов. Выступления в Москве начались 1 февраля 1967 года. Триумфальный успех прошедших тогда спектаклей в РСФСР и столичный успех, а также ряд других серьёзных обстоятельств явились причиной угасания труппы неординарного театра. Многие актёры получили приглашения на работу в московские и ленинградские театры, переехал в Москву на работу и главный режиссёр Владимир Кузенков.
В 1962 году на сцене Павлодарского театра состоялось первое в истории области выступление музыкантов созданного после Великой Отечественной войны под руководством Гильды Кроммер первого же в истории Павлодарской области музыкального училища. Освоение целины послужило развитию новых отраслей промышленного производства, подъёму образовательного уровня, развитию культуры и искусства как Павлодарской области, так и всего Казахстана. В тот период руководство театром перешло в руки выпускник ГИТИСа Василия Ермакова. Основу новой труппы составили выпускники ГИТИСа и Щепкинского училища — режиссёр Владимир Кузенков и ведущие актёры Олег Афанасьев, Дариан и Татьяна Дралюки, Леонид Монастырский, Алексей Булдаков, Светлана Степанова, Анатолий Пискунов и другие.
За годы своего существования при СССР, согласно государственной статистике, театр постоянно увеличивал количество зрителей, в среднем на 1980-год количество посетителей было равно 132 тысячам в год. Более того, по тем же данным, театр до 1980-х оставался единственным театром области. В течение двух десятилетий XXI века, под руководством Ерсаина Тапенова театр ставит около сотни произведений, в их числе такие произведения, как «Король Лир» Шекспира, «Летучая мышь», «Медея», «Филумена Мартурано» де Филиппо, «Ханума» Цагарели, «Материнское поле» Айтматова и многие другие. В 2002 году театр ставит первый казахстанский мюзикл «Сестра Керри» по роману Теодора Драйзера. Впервые в Казахстане на постановку в театр был приглашен режиссёр из ЮАР Льюис Николас.

### Награды
- 2005 год — золотая медаль «За высокое качество в деловой и творческой практике» (Международный театральный фонд (Швейцария))[2][4].
- 2013 год — лауреат VIII международного театрального фестиваля «Соотечественники»[2][4].

## Руководство
Директор (художественный руководитель театра) — Виктор Аввакумов, заслуженный деятель искусств Республики Казахстан, член правления Союза театральных деятелей Республики Казахстан, за заслуги перед Республикой, значительный вклад в развитие театрального искусства страны награждён медалью «За трудовое отличие» (каз. «Ерен еңбегі үшін»).

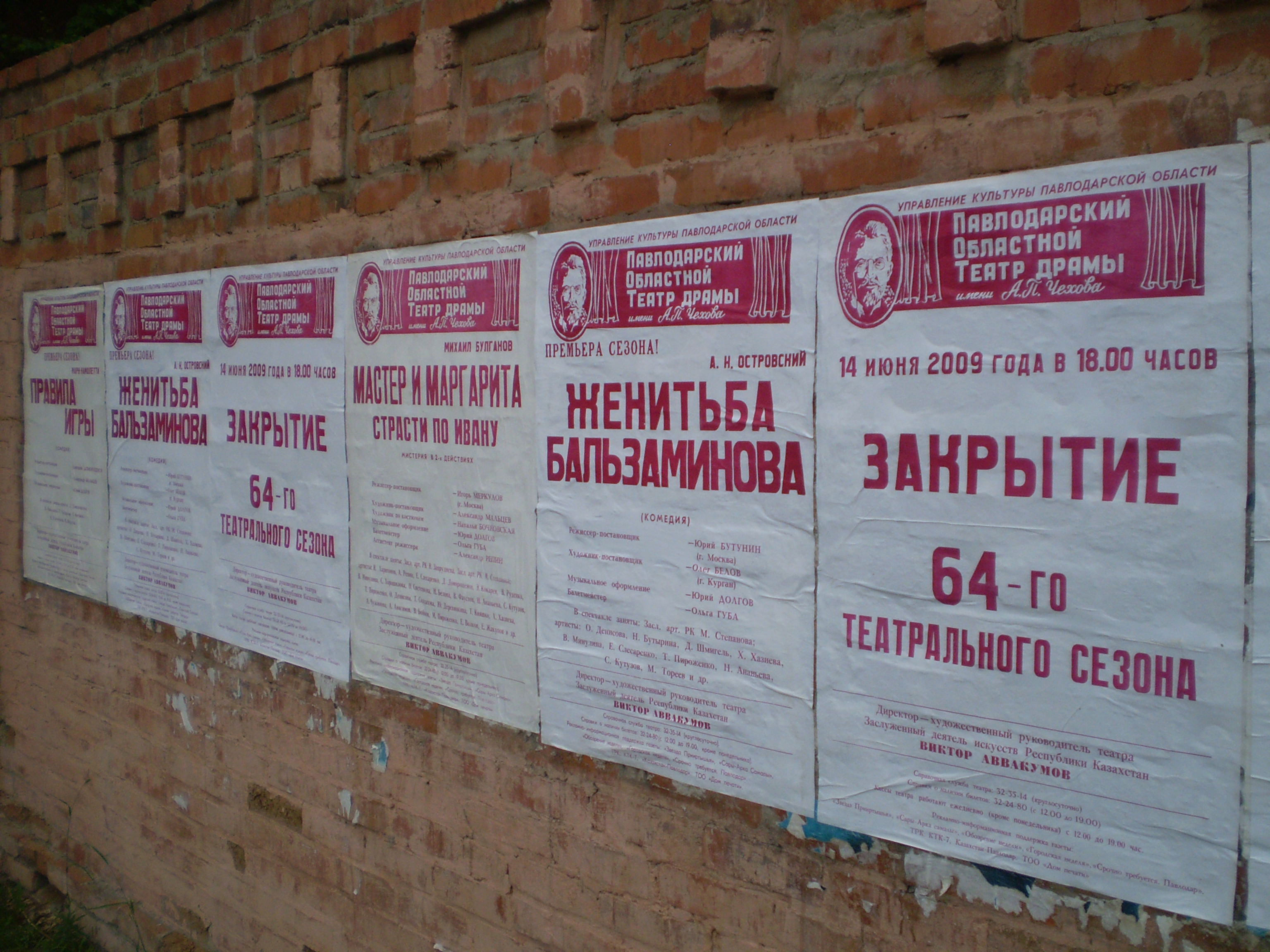
Афиши Павлодарского театра драмы им. Чехова на 2008—2009 гг.